# Stillmore
Stillmore – miasto w Stanach Zjednoczonych, w stanie Georgia, w hrabstwie Emanuel.